# Listriella longipalma
Listriella longipalma is een vlokreeftensoort uit de familie van de Liljeborgiidae. De wetenschappelijke naam van de soort is voor het eerst geldig gepubliceerd in 2006 door Othman & Morino.